# In Your Eyes (canção de Kylie Minogue)
"In Your Eyes" é uma canção da artista musical australiana Kylie Minogue, contida em seu sétimo álbum de estúdio Fever (2001). Foi composta e produzida por Richard Stannard e Julian Gallagher, com auxílio na escrita pela própria Minogue e por Ash Howes. A faixa é uma canção dance-pop com elementos de nu-disco e trance que liricamente fala sobre tentação sexual. Após um atraso de um mês no lançamento, "In Your Eyes" foi divulgada mundialmente em 18 de fevereiro de 2002 como o segundo single do disco através das gravadoras Parlophone e Mushroom Records, com exceção dos Estados Unidos.
"In Your Eyes" obteve avaliações positivas por parte dos críticos musicais, que enxergaram potencial na música para ser um sucesso comercial, chamando-a de "contagiante". Comercialmente, a obra obteve êxito comercial ao estrear no topo da tabela da Austrália, onde recebeu um certificado de ouro da Australian Recording Industry Association (ARIA). No Reino Unido, uma batalha comercial com o grupo Westlife fez com que "In Your Eyes" estreasse na terceira posição, recebendo uma certificação de prata da British Phonographic Industry (BPI). A faixa também alcançou as dez melhores posições na Escócia, Irlanda, Finlândia, Espanha e Suíça.
O videoclipe correspondente para "In Your Eyes" foi dirigido pela frequente colaboradora de Minogue, Dawn Shadforth, e mostra a artista acompanhada por dançarinos em um estúdio cheio de luzes de néon coloridas. Para promover o single, a cantora apresentou a obra em diversas ocasiões, como nos programas televisivos Top of the Pops e Saturday Night Live. A canção também foi incluída no repertório recorrente de várias turnês de Minogue, mais recentemente na Summer 2019. "In Your Eyes" também foi utilizada em uma cena do filme The Hater (2020) e recebeu uma versão cover pela banda Winston Surfshirt.

## Antecedentes e composição
Após o sucesso de seu sétimo álbum de estúdio Light Years (2000), Minogue procurou trabalhar com vários produtores para seu álbum sucessor,  Fever, incluindo Richard Stannard, Julian Gallagher e Ash Howes, que já haviam trabalhado com a cantora anteriormente; juntamente com os produtores, a cantora escreveu "In Your Eyes", enquanto Stannard e Gallagher também ficaram encarregados da produção da faixa. Após o grande sucesso mundial de "Can't Get You Out of My Head", primeiro single de Fever, foi decidido pela gravadora Parlophone que "In Your Eyes" seria lançada como o segundo single oficial do álbum, com lançamento previsto para janeiro de 2002. No entanto, devido ao sucesso esmagador do single anterior, o lançamento da faixa foi adiado até 18 de fevereiro de 2002, quando foi lançada como o segundo single do disco mundialmente, exceto nos Estados Unidos.
"In Your Eyes" é uma canção dance-pop com elementos de nu-disco. Michael Paoletta da revista Billboard também observou elementos de música trance em sua composição. De acordo com a partitura publicada no website Musicnotes.com pela Sony/ATV Music Publishing, "In Your Eyes" é definida em tempo comum e está escrita na chave de fá sustenido menor. Os vocais de Minogue variam desde a nota lá3 até a nota lá4. A música tem um andamento acelerado de 124 batidas por minuto. Liricamente, a faixa lida com as tentações que provêm de uma atração sexual, com Minogue cantando: "Eu estive te observando ultimamente / Eu quero fazer isso com você". Vários revisores notaram na letra uma referência a um single anterior da artista, "Spinning Around" (2000), de seu álbum Light Years: "o mundo ainda está girando?". De acordo com a revista australiana Girl, "Kylie ronrona como uma gatinha brincalhona em uma faixa tão adequada para as ondas do rádio quanto para a pista de dança de uma discoteca moderna".

## Análise da crítica

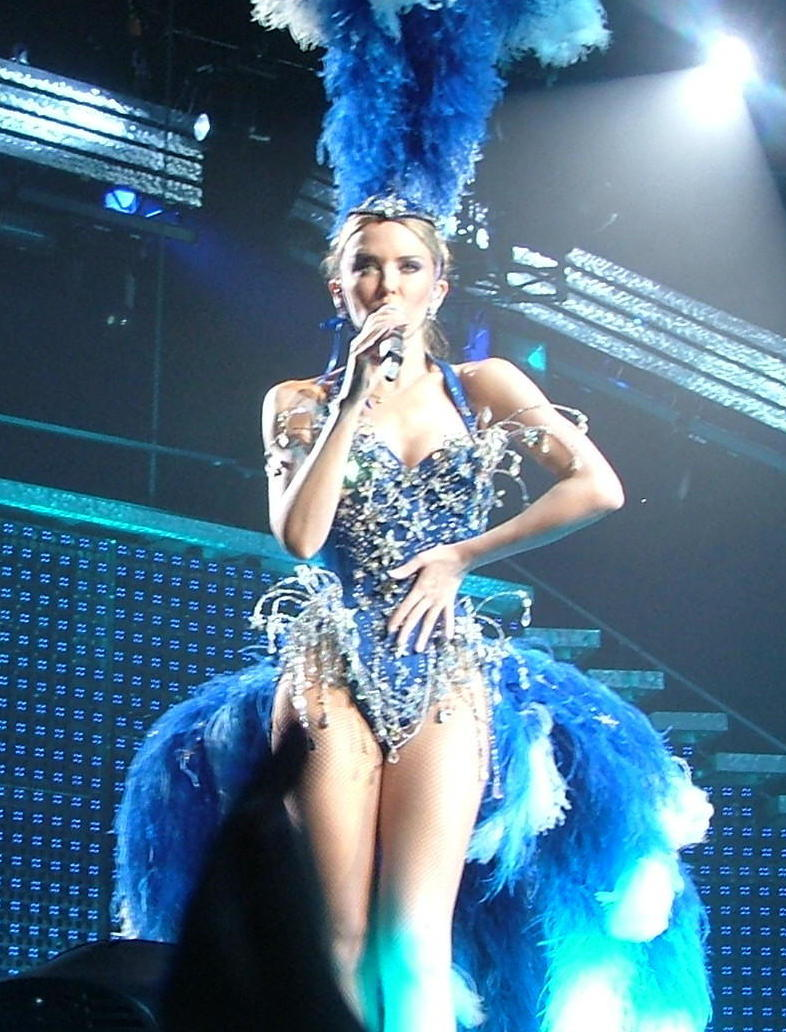
Minogue apresentando "In Your Eyes" durante a Showgirl: The Greatest Hits Tour em 2005

"In Your Eyes" atraiu avaliações positivas dos críticos musicais. Chris Heath do portal Dotmusic comentou que a faixa era "menos brincalhona e mais refinada" do que o single anterior, e que "os vocais provocativos e sensuais de Kylie e a batida menos abrasiva certamente darão à faixa uma vida útil mais longa, se não o sucesso instantâneo desfrutado por sua predecessora". David Jack Browning do website Culture Dose disse que a faixa parecia "uma provável candidata para ser o próximo single, provavelmente porque soa muito como 'Can't Get You Out of My Head' e os ouvintes encontrarão uma amiga familiar". Mark Lindores da revista Classic Pop disse que "In Your Eyes" era a "sucessora perfeita" para "Can't Get You Out of My Head". Sal Cinquemani da Slant Magazine chamou a música de "contagiante" e um "potencial sucesso em clubes". Justin Chadwick do website Albumism declarou que a "contagiante 'In Your Eyes' destaca Minogue em sua forma mais sedutora". A revista australiana Girl disse que a canção "emite o tratamento de verão completo com uma linha de base projetada especificamente para a pista de dança e uma melodia que irá trazer à tona a sua própria natureza de paquera". O portal JB Hi-Fi escreveu que "In Your Eyes" era uma das "músicas elegantes, mas dançantes" de Fever, capaz de atrair garotas adolescentes e clubbers.
Listando as 50 melhores canções da cantora para o Herald Sun, o jornalista Cameron Adams posicionou a faixa no número 49 em sua lista, dizendo que ela "faz tudo o que deveria fazer, ainda que Love At First Sight fizesse melhor". Helen Brown do The Daily Telegraph listou as 20 melhores canções de Minogue e posicionou "In Your Eyes" na décima posição, chamando-a de uma "viagem infecciosa". Louis Virtel do NewNowNext listou as cinquenta melhores canções da artista e posicionou a obra na trigésima-segunda posição, escrevendo: "Eu posso notar o que você está pensando. Meu coração está acelerado, pulsando e saltando com essa música também". Alexis Petridis, escritor do The Guardian, colocou-a na décima sétima posição em sua lista de 30 maiores singles da cantora, frisando que "In Your Eyes foi uma proposição mais direta do que Can't Get You Out of My Head, mas é uma música pop contagiante e elegante". Escrevendo para a edição britânica da revista GQ, Olive Pometsey posicionou "In Your Eyes" na quinta posição de sua lista retrospectiva de singles da cantora e disse: "Aqui Kylie está em 2002, servindo outro batidão para clubes. Quais são as chances? Desta vez, ela pega sua inclinação para o disco e dá um toque techno sensual, claramente ainda girando e aproveitando o sucesso de seu single de retorno de 2000". A WatchMojo.com também inseriu a obra no quinto lugar na lista de melhores canções de Minogue e escreveu que "um refrão cativante, som sexy e vibração dance-pop tornam-a um número de dança contagiante", pontuando que ela é "realmente Kylie Minogue fazendo o que faz de melhor, e a faixa ainda consegue trazer um som novo para qualquer pista de dança, mesmo quinze anos após seu lançamento".

## Videoclipe
O videoclipe acompanhante para "In Your Eyes" foi digirido por Dawn Shadforth, frequente colaboradora da cantora em direção de videoclipes. Produzido pela Black Dog Films, o vídeo teve Faith Holmes como encarregada da produção como um todo, Sookie Foster como produtora, John Mathieson como diretor de fotografia, Alice Normington como diretora de arte. O clipe foi editado pela própria diretora, enquanto a pós-produção foi realizada pela companhia Red. O videoclipe foi lançado online através do portal Dotmusic em 12 de fevereiro de 2002.

Minogue durante o videoclipe de "In Your Eyes" usando o vestido de tiras coloridas desenhado por Fee Doran em meio a luzes de LED.

O diretor artístico da cantora, William Baker, escreveu no livro Kylie: La La La (2002) que a "desumanização dos dançarinos" e a coreografia eram as forças por trás do vídeo, e que "Kylie e eu tínhamos nos tornado um pouco obcecados por body popping e uma interpretação urbana de movimentos robóticos e bruscos, e com um núcleo de dançarinos agora reunidos, poderíamos prosseguir com isso em uma extensão mais ampla". Ele continuou escrevendo que "os seus trajes refletiam essa mistura de hip hop chique com extravagância de ficção científica, macacões Adidas e Airtex em estilo antigo com pernas e braços recortados para revelar joelheiras 'mecânicas' por baixo, combinando homem e máquina. As meninas pareciam alienígenas em seus macacões de renda".
O vídeo apresenta Minogue em um estúdio repleto de luzes néon coloridas. Ele é composto por três sequências: a primeira apresenta a cantora, vestindo uma calça branca e blusa vermelha, e um grupo de dançarinos em frente a um fundo colorido. A segunda sequência mostra Minogue diante de um fundo de luzes piscantes usando um vestido de tiras coloridas desenhado por Fee Doran, um par de botas vermelhas de Dolce & Gabbana e um conjunto de jóias desenhadas por Johnny Rocket. Uma terceira sequência mostra Minogue vestindo um espartilho preto com um tecido rosa esvoaçante preso em sua cintura. Ao longo do vídeo, essas sequências são intercaladas e desaparecem gradualmente. A diretora do vídeo usou um LED que permitiu que as luzes fossem pré-programadas e editadas de forma gráfica conforme o ritmo da música. Isso foi feito antes de o cenário ser construído, já que as luzes basicamente constituíam todo o cenário. Uma tela dividida usada no vídeo tinha gráficos colocados no topo dela, enquanto uma filtragem invisível era usada para as luzes.
A revista Campaign notou as "texturas e iluminação suntuosas" no vídeo e o chamou de "colorido e cativante", enquanto o Dotmusic comentou que era "mais um vídeo que deslumbra os sentidos. Um banquete visual multicolorido, Kylie veste algumas roupas incomuns e faz alguns de seus exercícios no chão, agora familiares". O videoclipe de "In Your Eyes" foi lançado comercialmente na Austrália como um DVD single contendo também o clipe para "Can't Get You Out of My Head", e foi posteriormente incluído nas coletâneas de vídeo da cantora Ultimate Kylie (2004) e The Best of Kylie Minogue (2012). Os figurinos da segunda sequência do vídeo foram doados pela própria cantora ao Arts Centre Melbourne, situado em sua cidade natal na Austrália.

## Apresentações ao vivo

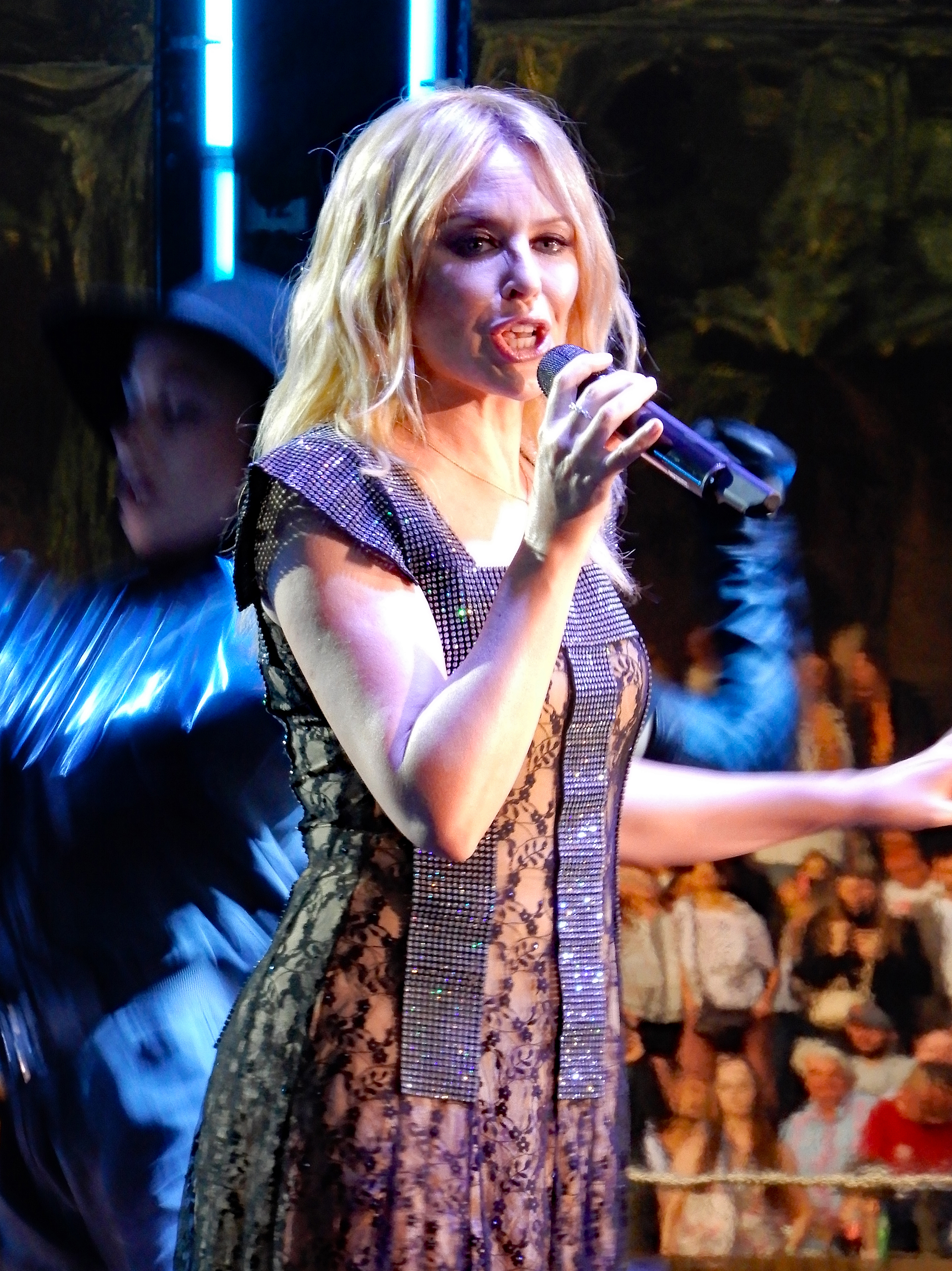
Minogue apresentando "In Your Eyes" durante a turnê Summer 2019

A primeira apresentação ao vivo televisionada de "In Your Eyes" ocorreu no especial An Audience with... Kylie Minogue que foi ao ar pela emissora britânica ITV em 6 de outubro de 2001. Após o lançamento da faixa como single, Minogue cantou-a no programa de televisão Parkinson, Top of the Pops, Festival de Sanremo, e Saturday Night Live. Ela também foi incluída na KylieFever2002, turnê que promoveu Fever e ocorreu entre abril e agosto de 2002 entre a Europa e Austrália; a apresentação começava com Minogue cantando a faixa, que se transformava em um medley em estilo salsa após o refrão, contendo "Please Stay" e "Rhythm of the Night", terminando com uma reprise de "In Your Eyes". Chris Heath do Dotmusic comentou que a performance era uma das que "roubavam o show". Como meio de promover seu nono álbum de estúdio Body Language, a artista fez um concerto único no Hammersmith Apollo em Londres, Reino Unido, em 15 de novembro de 2003, intitulado Money Can't Buy, incluindo "In Your Eyes" no repertório.
Em 2005, Minogue incluiu a obra como a segunda canção a ser executada na turnê Showgirl: The Greatest Hits Tour. A artista apresentou a faixa vestida com uma roupa de showgirl, composta por uma cauda de plumagem azul e branca e um adorno de cabeça amarrado sob o queixo. Ao final da parte europeia da turnê, a cantora foi diagnosticada com câncer de mama, tendo que cancelar o restante do itinerário desta, que ainda cobriria a Austrália e a Ásia. Após se submeter a tratamento e recuperação, ela retomou a turnê sob a forma de Showgirl: The Homecoming Tour em 2006, e "In Your Eyes" foi novamente adicionada ao repertório, usando um figurino cor de rosa semelhante ao usado na apresentação da turnê anterior. Na turnê KylieX2008, a canção foi a terceira a ser interpretada durante o concerto. No ano seguinte, em sua primeira passagem pela América do Norte com a excursão For You, for Me, a faixa foi uma das primeiras a serem apresentadas, com Minogue usando um casaco de pele cor de coral após conversar com a plateia.
Em outubro de 2010, enquanto divulgava seu décimo primeiro álbum de estúdio Aphrodite, Minogue apresentou-se no festival EXA, no México, onde cantou "In Your Eyes". A música também foi cantada em alguns shows da Aphrodite: Les Folies Tour em 2011. Foi também uma das faixas executadas pela cantora na parada LGBT Sydney Gay and Lesbian Mardi Gras de Sydney, Austrália, em 3 de março de 2012. A canção foi interpretada em alguns concertos durante a Kiss Me Once Tour que ocorreu entre 2014 e 2015. Durante o verão europeu de 2015, a cantora cantou a obra na turnê Summer 2015. Em 16 de setembro de 2016, Minogue cantou a faixa em seu show durante a temporada de Fórmula 1 de 2016 em Singapura. "In Your Eyes" foi também interpretada no festival Radio 2 Live in Hyde Park em 9 de setembro de 2018, e incluída no segundo bloco da Golden Tour entre 2018 e 2019. Para a performance o palco "conjurou uma sensação de bar - completo com mesa de sinuca - e a música terminou com Minogue bebendo uísque, brindando à 'saúde, felicidade e amor'". A faixa também foi interpretada durante a turnê Summer 2019. Como forma de promover seu décimo quinto álbum de estúdio Disco em 2020, a obra foi interpretada em versão acústica para a BBC Radio 2, e incluída no repertório do concerto Infinite Disco, tramsmitido ao vivo pela internet em 7 de novembro.

## Uso na mídia ecover
"In Your Eyes" foi usada no filme polonês de 2020 The Hater, dirigido por Jan Komasa, na cena do clube gay com Maciej Stuhr e Maciej Musiałowski. No mesmo ano, a banda australiana Winston Surfshirt fez uma versão cover da faixa.

## Faixas e formatos
| CD single |                  |         |  |
| N.º       | Título           | Duração |  |
| 1.        | "In Your Eyes"   | 3:17    |  |
| 2.        | "Tightrope"      | 4:27    |  |
| 3.        | "Good Like That" | 3:33    |  |

## Créditos
Créditos adaptados do encarte de Fever.
- Kylie Minogue — vocais, composição
- Richard Stannard — composição, produção, vocais de apoio
- Julian Gallagher — composição, produção, teclado
- Ash Howes — composição, gravação, programação, mixagem
- Alvin Sweeney — gravação, programação
- Martin Harrington — gravação, programação, guitarra
- Mimi Tachikawa — bateria
- Steve Lewinson — baixo

## Desempenho nas tabelas musicais
No Reino Unido, "In Your Eyes" competiu com o single do grupo Westlife, "World of Our Own", para o primeiro lugar da tabela UK Singles Chart, apesar de que segundo especialistas a banda estava mais favorecida por ter uma base de fãs "mais ativa". No final, o single de Minogue acabou estreando no terceiro lugar da tabela, ficando ainda atrás de "Hero" de Enrique Iglesias, enquanto o single do Westlife conquistou o topo. No total, "In Your Eyes" permaneceu durante 23 semanas na tabela de singles britânica. No mês seguinte ao seu lançamento, a faixa recebeu um certificado de prata da British Phonographic Industry (BPI) pela distribuição de 200.000 unidades no território. Em maio de 2018, a Official Charts Company divulgou os quarenta singles da cantora que mais venderam no Reino Unido, com a canção ficando na vigésima primeira posição.
A obra também foi bem sucedida em outros territórios da Europa. Na Áustria, "In Your Eyes" permaneceu durante duas semanas na posição de pico de número 22, enquanto na Bélgica, a faixa estreou na parada de singles de Flandres no número 33 em 23 de fevereiro de 2002. Duas semanas depois, subiu para o número 18. "In Your Eyes" também foi bem-sucedida na parada de singles da Valônia, onde alcançou o número 11. Na Dinamarca, o single estreou em seu pico de número 10, permancendo apenas por três semanas na tabela. Em outros países da Europa, a música alcançou o topo das tabelas na Hungria e Romênia, o terceiro lugar na Escócia e Grécia, o sétimo lugar na Espanha, Finlândia e Itália, e os vinte primeiros nos Países Baixos e Suíça. Na parada que contabilizava todos os países da Europa, "In Your Eyes" atingiu o sétimo lugar.
Na Austrália, país natal de Minogue, o single estreou em primeiro lugar na parada nacional de singles em 3 de fevereiro de 2002. Permanecendo durante nove semanas na tabela ao total, a faixa recebeu um certificado de ouro da Australian Recording Industry Association (ARIA) pela distribuição de 35.000 cópias na região. Na Nova Zelândia, a canção teve um desempenho mais moderado em comparação com a Austrália, estreando na posição de número 37 em 17 de fevereiro de 2002 e alcançando o número 18 algumas semanas depois. No entanto, permaneceu por 18 semanas na parada oficial de singles. Apesar de não ter sido lançada oficialmente como um single nos Estados Unidos, "In Your Eyes" foi lançada no Canadá, alcançando a décima primeira posição da tabela Canadian Digital Songs.

### Tabelas semanais
| Tabela musical (2002)             | Melhor posição |
| --------------------------------- | -------------- |
| Alemanha (Offizielle Top 100)     | 18             |
| Austrália (ARIA Charts)           | 1              |
| Áustria (Ö3 Austria Top 40)       | 22             |
| Bélgica (Ultratop 50 de Flandres) | 18             |
| Bélgica (Ultratop 40 de Valônia)  | 11             |
| Canadá (Canadian Digital Songs)   | 11             |
| Dinamarca (Hitlisten)             | 10             |
| Escócia (Official Charts Company) | 3              |
| Espanha (PROMUSICAE)              | 7              |
| Europa (Hot 100 Singles)          | 7              |
| Finlândia (IFPI Finlândia)        | 7              |
| França (SNEP)                     | 24             |
| Grécia (IFPI Grécia)              | 3              |
| Hungria (Rádiós Top 40)           | 1              |
| Hungria (Single Top 40)           | 4              |
| Irlanda (IRMA)                    | 6              |
| Itália (FIMI)                     | 7              |
| Nova Zelândia (Recorded Music NZ) | 18             |
| Países Baixos (Dutch Top 40)      | 14             |
| Países Baixos (Single Top 100)    | 15             |
| Polônia (ZPAV)                    | 5              |
| Reino Unido (UK Singles Chart)    | 3              |
| Romênia (Romanian Top 100)        | 1              |
| Suécia (Sverigetopplistan)        | 20             |
| Suíça (Schweizer Hitparade)       | 8              |

| Tabela musical (2002)                 | Posição |
| ------------------------------------- | ------- |
| Austrália (ARIA Charts)               | 71      |
| Bélgica (Ultratop 50 de Valônia)      | 96      |
| Europa (Eurochart Hot 100)            | 78      |
| Itália (FIMI)                         | 41      |
| Países Baixos (Dutch Top 40)          | 95      |
| Reino Unido (Official Charts Company) | 60      |
| Suíça (Schweizer Hitparade)           | 70      |

## Certificações
| Região                                         | Certificação | Vendas   |
| ---------------------------------------------- | ------------ | -------- |
| Austrália (ARIA)                               | Ouro         | 35 000^  |
| Reino Unido (BPI)                              | Prata        | 200 000^ |
| ^distribuições baseadas apenas na certificação |              |          |